# Deilephila askoldensis
Deilephila askoldensis is een vlinder uit de familie pijlstaarten (Sphingidae). De soort komt voor in het oosten en zuidoosten van Azië. De spanwijdte is 51–59 mm.

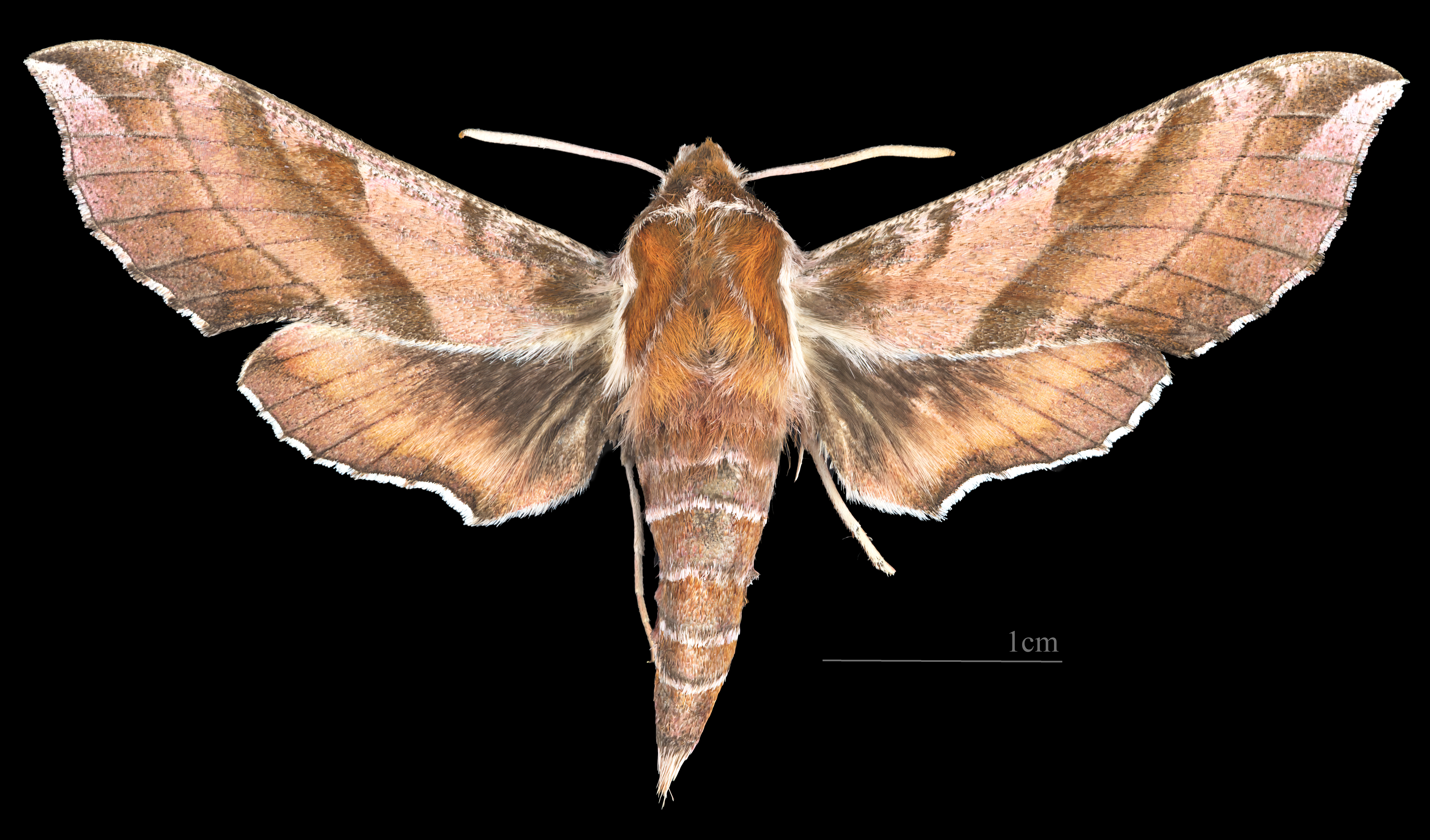
D. askoldensis  ♀
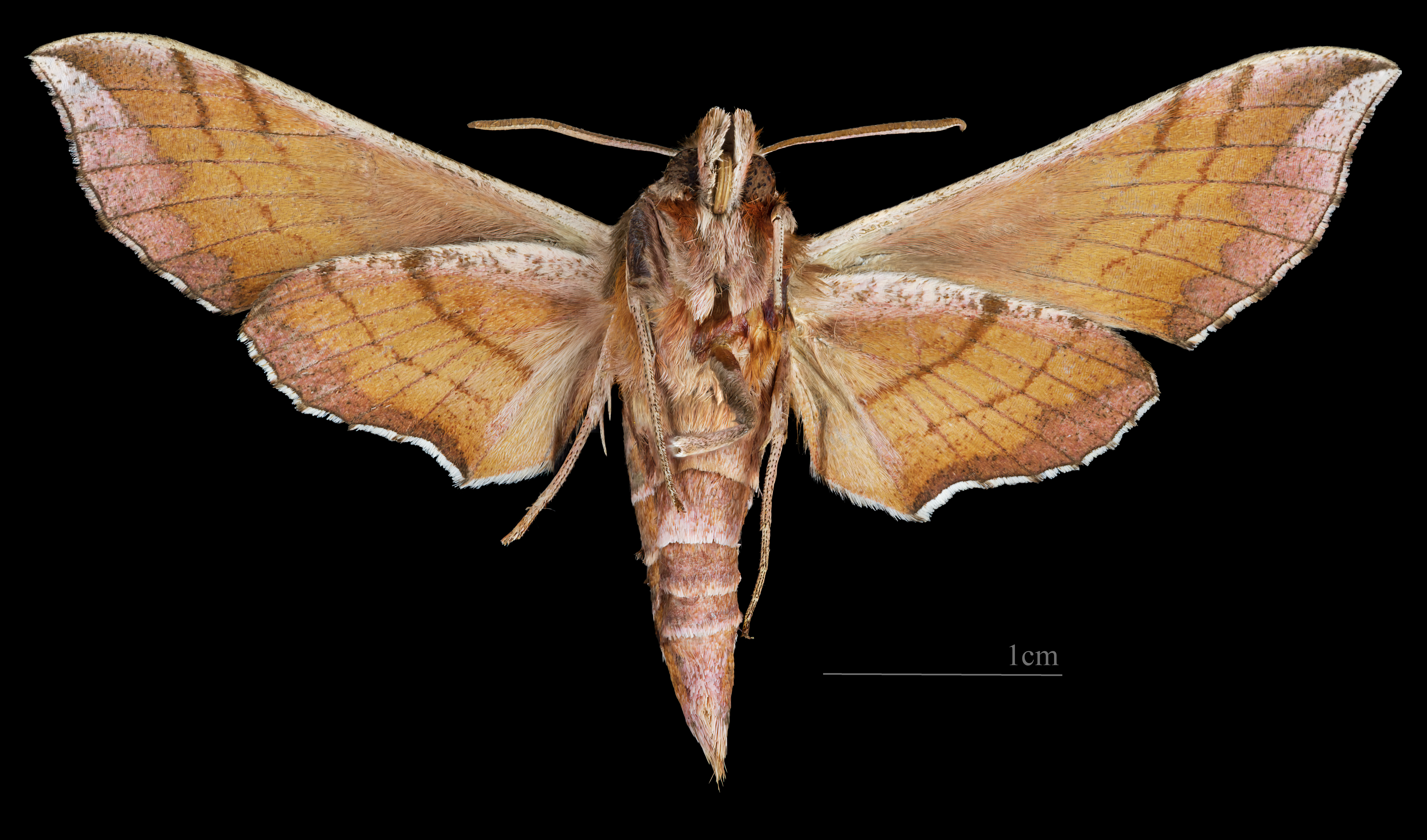
D. askoldensis ♀ △

## Voorkomen
Deilephila askoldensis komt voor in zuiden van uiterst oostelijk Rusland, noordoostelijk China, het Koreaans Schiereiland en het noorden van Japan.

## Waardplant
Waardplanten van de rupsen van Deilephila askoldensis zijn Vitis amurensis in Rusland en diverse soorten uit het geslacht basterdwederik (Epilobium) in Japan.